# 883
Cette page concerne l'année 883  du calendrier julien. Pour l'année 883 av. J.-C., voir 883 av. J.-C.
L'année 883 est une année commune qui commence un mardi.

## Événements
- Mai[1], Chine : le chef shatuo (turc) Li Keyong (en) chasse les révoltés de Chang'an et rétablit la dynastie Tang. Huang Chao s'enfuit au Shandong où il est tué. Li Keyong reçoit en fief la province de Shanxi tandis que Zhu Wen, lieutenant de Huang Chao rallié à la cause impériale, reçoit une importante partie du Henan autour de Kaifeng. Les deux chefs se disputent le pouvoir au nord alors que le sud est partagé entre sept dynasties provinciales[2].

- 1er août : prise d'Al-Mukthara (« la choisie »), capitale des Zandj, par le vizir Al-Muwaffaq, demi-frère du calife Al-Mu`tamid. Répression de la révolte des Zandj, esclaves noirs des plantations en Irak. Leur chef Ali ben Mohammed est décapité[3].
- 14 septembre : une armée byzantine, conduite par Kesta Stypiotès, est entièrement détruite près de Tarse par les musulmans[4].

### Europe
- Printemps : les Vikings quittent Condé pour ravager la Flandre[5]. Au cours de l'été, ils obligent les Flamands à quitter leurs terres qu'ils dévastent. Ils pillent les abbayes de Saint-Quentin et l'église de la mère de Dieu à Arras[6].
- 10 mai : pacte de Mantoue[7]. Diplôme de Charles le Gros, qui octroie aux Vénitiens pleine liberté de faire du commerce dans tout son empire, affranchissant le doge Jean Partecipazio et ses héritiers de l'impôt des douanes[8]. La ville, qui frappe sa propre monnaie depuis 875, développe de plus en plus son commerce international en direction de Pavie et de l’intérieur de l’Europe.
- Juin : Guy III de Spolète est destitué par l'empereur Charles le Gros à la diète de Nonantola. Il réussit à s'échapper, rentre dans son duché et se met en révolte ouverte, appuyé sur une bande de mercenaires musulmans ; Bérenger de Frioul, envoyé pour le réprimer, échoue à cause de la peste[9].
- 4 septembre - 22 octobre : l'abbaye du Mont-Cassin est pillée et brûlée par les Sarrasins. L'abbé Bertaire est tué[10].
- Octobre : les Vikings avancent jusqu'au gué de Laviers sur les bords de la Somme à la fin du mois. Ils battent Carloman qui s'est posté à Miannay et doit se retirer au-delà de l’Oise, puis s'établissent à Amiens[11].
- Automne : les Vikings remontent le Rhin. L'archevêque Liutbert de Mayence et le comte Henri de Franconie parviennent à les arrêter alors qu'il menacent Prüm. Ils s'installent à Duisbourg et y passent l'hiver[12].
- Septembre - décembre : négociation et signature à Cordoue d'une trêve entre l'émirat de Cordoue et l'ambassadeur de royaume des Asturies, le prêtre de Tolède Dulcidius[13].

- Baptême par Méthode de Borivoj Přemyslide, prince tchèque de Bohême, et de son épouse Ludmila (date possible)[14].
- Oleg le Sage soumet au tribut les Drevlianes, les Sévérianes et les Radimitches, tribus slaves établies au nord de Kiev (883-885)[15].